# Manuel Wiborg
Manuel Ferreira Wiborg de Carvalho (Lisboa, 9 de Janeiro de 1968) é um actor e encenador português.

## Biografia
Oitavo de dez filhos e filhas de Pedro Luís Wiborg de Carvalho, neto materno dum Norueguês, descendente, entre outros, três vezes de Haakon V da Noruega, e de sua mulher Maria Teresa Afonso dos Santos Ferreira.
Concluiu o Curso de Formação de Actores do Instituto de Ficção, Investigação e Criação Teatral (IFICT) e frequentou a Escola Superior de Teatro e Cinema de Lisboa. Trabalhou em teatro com Almeno Gonçalves, no Teatro da Cornucópia; Henrique Santos, no Teatro Villaret; Mário Jacques, Jorge Silva Melo e José Peixoto, no Teatro da Malaposta; Jean Jourdhueil, no Teatro Nacional D. Maria II; Jorge Silva Melo, nos Artistas Unidos. Já interpretou autores como William Shakespeare, Bertolt Brecht, Harold Pinter, Heiner Muller, Arthur Miller, J. B. Priestley, Joyce Carrol Oyates, Abel Neves, Carlos Coutinho, Kurt Weill, Heisler, entre outros. 
Fundou em 1986 o grupo rock Os Refundidos com quem trabalhou até 1991 como compositor e vocalista. 
É fundador do projecto Actores Produtores Associados (APA), onde encenou Universos e Frigoríficos, de Jacinto Lucas Pires; Nada do Outro Mundo, de António Cabrita; Crime e Castigo, a partir de Dostoievski; Lá ao Fundo o Rio, de José Maria Vieira Mendes; As Regras da Atracção, a partir de Brett Easton Ellis e Rui Guilherme Lopes; O Homem ou é Tonto ou é Mulher, de Gonçalo M. Tavares; entre outros. Traduziu, encenou e interpretou Hotel Orpheu, de Gabriel Gbadamosi, com Miguel Hurst. Trabalhou com os coreógrafos Howard Sonnenklar e João Fiadeiro em Um Desejo Firme Deve Ser Acompanhado de uma Vontade Forte (Encontros ACARTE, na Fundação Gulbenkian).

## Filmografia

### Cinema
No cinema participou em filmes de Manuel Mozos (Xavier), Joaquim Pinto (Das Tripas Coração), Jorge Silva Melo (Coitado do Jorge e António, Um Rapaz de Lisboa), Jacinto Lucas Pires (Cinemaamor), Pedro Caldas, António Campos, António Carlos Pinto, Anna da Palma e António da Cunha Telles. Recebeu o Prémio para a Melhor Interpretação Masculina, no Festival Internacional de Cinema de Dunkerque (França), pela interpretação no filme Coitado do Jorge, de Jorge Silva Melo.
Contou com algumas participações pontuais para a televisão, em telefilmes e séries.

### Televisão
| Ano         | Projeto               | Papel                       | Nota(s)                 | Canal |
| ----------- | --------------------- | --------------------------- | ----------------------- | ----- |
| 1992 - 1993 | Cinzas                | Tó                          | Elenco Secundário       | RTP1  |
| 1993 - 1994 | Verão Quente          | José «Zé» Castro            | Elenco Principal        | RTP1  |
| 1999        | Jornalistas           | Bernardo                    | Elenco Adicional        | SIC   |
| 1999        | A Hora da Liberdade   | Salgueiro Maia              | Elenco Principal        | SIC   |
| 2000        | Residencial Tejo      |                             | Pequena Participação    | SIC   |
| 2000        | Querido Professor     |                             | Pequena Participação    | SIC   |
| 2000 - 2001 | Ajuste de Contas      | Gonçalo                     | Elenco Principal        | RTP1  |
| 2001        | Nunca Digas Adeus     |                             |                         | TVI   |
| 2001        | Olhos de Água         | André                       | Participação Especial   | TVI   |
| 2002        | Super Pai             | Miguel                      | Participação Especial   | TVI   |
| 2003 - 2004 | Lusitana Paixão       | Padre Eurico                | Elenco Principal        | RTP1  |
| 2004        | Inspetor Max          | Assaltante                  | Participação Especial   | TVI   |
| 2004        | A Ferreirinha         | Azevêdo Branco              | Elenco Principal        | RTP1  |
| 2005        | Pedro e Inês          | Diogo Lopes Pacheco         | Elenco Principal        | RTP1  |
| 2006        | Quando os Lobos Uivam | Bruno                       | Elenco Principal        | RTP1  |
| 2006        | Tempo de Viver        | Pedro Mendes                | Participação Especial   | TVI   |
| 2007        | Doce Fugitiva         | Inácio                      | Elenco Adicional        | TVI   |
| 2007        | Ilha dos Amores       | Pedro                       | Elenco Adicional        | TVI   |
| 2008        | O Dia do Regicídio    | Alfredo da Costa            | Elenco Principal        | RTP1  |
| 2008        | Vila Faia             | Diogo Castro                | Elenco Principal        | RTP1  |
| 2009        | Conta-me como Foi     | Padre Vitor                 | Elenco Principal        | RTP1  |
| 2009        | Voo Directo           |                             | Elenco Principal        | RTP1  |
| 2009        | Equador               | José do Nascimento          | Elenco Principal        | TVI   |
| 2010        | Cidade Despida        | Raul                        | Elenco Adicional        | RTP1  |
| 2010 - 2011 | Laços de Sangue       | Vicente Fonseca             | Elenco Principal        | SIC   |
| 2011        | Conta-me como Foi     | Padre Vítor                 | Elenco Principal        | RTP1  |
| 2013        | Uma Família Açoriana  |                             |                         | RTP1  |
| 2014 - 2015 | Mulheres              | Armando Gomes               | Co-Protagonista         | TVI   |
| 2015 - 2016 | A Única Mulher        | Inspetor Alberto Camacho    | Elenco Principal        | TVI   |
| 2017        | A Impostora           | Inspetor Alberto Camacho    | Elenco Principal        | TVI   |
| 2017 - 2018 | O Sábio               | Pedro Homem                 | Protagonista            | RTP1  |
| 2018        | Valor da Vida         | Manuel Afonso / Costa Teles | Elenco Adicional        | TVI   |
| 2018        | 3 Mulheres            | António Neves Pedro         | Elenco Principal        | RTP1  |
| 2019 - 2021 | Terra Brava           | Norberto Jesus              | Elenco Principal        | SIC   |
| 2022        | Causa Própria         | Pai de André                | Elenco Adicional        | RTP1  |
| 2023 - 2024 | Os Eleitos            | João Martins                | Elenco Principal (OPTO) | SIC   |